# Машґаді
Машґаді (перс. مشگدي) — село в Ірані, у дегестані Лісар, у бахші Карґан-Руд, шагрестані Талеш остану Ґілян. У переписі 2006 року вказане як окремий населений пункт, але без відомостей про чисельність населення.

## Клімат
Середня річна температура становить 13,17 °C, середня максимальна – 27,14 °C, а середня мінімальна – -0,75 °C. Середня річна кількість опадів – 720 мм.
| Клімат поселення                              | Клімат поселення | Клімат поселення | Клімат поселення | Клімат поселення | Клімат поселення | Клімат поселення | Клімат поселення | Клімат поселення | Клімат поселення | Клімат поселення | Клімат поселення | Клімат поселення | Клімат поселення |
| Показник                                      | Січ.             | Лют.             | Бер.             | Квіт.            | Трав.            | Черв.            | Лип.             | Серп.            | Вер.             | Жовт.            | Лист.            | Груд.            |                  |
| Середній максимум, °C                         | 10,47            | 9,88             | 11,63            | 16,03            | 20,07            | 25,03            | 27,14            | 26,81            | 22,08            | 19,24            | 14,62            | 11,14            |                  |
| Середня температура, °C                       | 5,16             | 4,57             | 6,32             | 10,72            | 14,76            | 19,72            | 23,09            | 22,77            | 18,04            | 15,19            | 10,59            | 7,10             |                  |
| Середній мінімум, °C                          | −0,16            | −0,75            | 1,02             | 5,40             | 9,44             | 14,41            | 19,07            | 18,75            | 14,01            | 11,15            | 6,56             | 3,07             |                  |
| Норма опадів, мм                              | 59               | 54               | 67               | 58               | 48               | 28               | 13               | 31               | 78               | 121              | 84               | 79               |                  |
| Середньомісячна швидкість вітру, м/с          | 2.22             | 2.42             | 2.41             | 2.46             | 2.30             | 2.28             | 2.59             | 2.32             | 2.09             | 2.00             | 2.20             | 2.02             |                  |
| Середньомісячна сонячна радіація, кДж/м²·день | 6810             | 9167             | 11299            | 15753            | 19573            | 22272            | 23292            | 19702            | 15895            | 10810            | 8262             | 6397             |                  |
| --------------------------------------------- | ---------------- | ---------------- | ---------------- | ---------------- | ---------------- | ---------------- | ---------------- | ---------------- | ---------------- | ---------------- | ---------------- | ---------------- | ---------------- |
| Джерело:                                      |                  |                  |                  |                  |                  |                  |                  |                  |                  |                  |                  |                  |                  |